# Notodonta pira
Notodonta pira är en fjärilsart som beskrevs av Druce 1901. Notodonta pira ingår i släktet Notodonta och familjen tandspinnare. Inga underarter finns listade i Catalogue of Life.